# Baiyoke Tower II

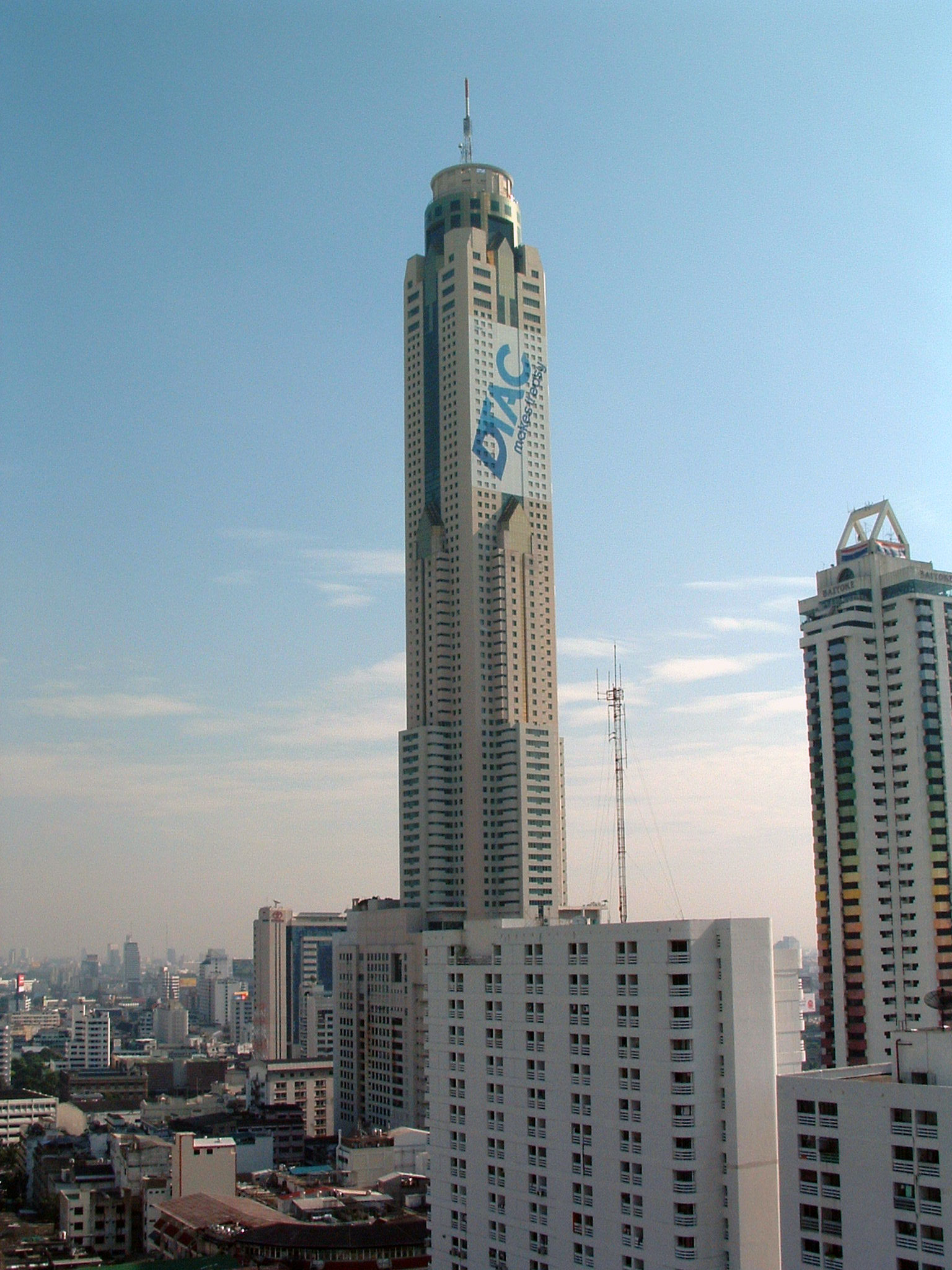
Baiyoke Tower II

Clădirea Baiyoke Tower II este situată în Bangkok, Thailanda și este cea mai înaltă clădire din țară. Conține hotelul Baiyoke Sky Hotel cel mai înalt hotel din Asia de Sud-Est și al treilea cel mai înalt hotel integral din lume având 673 camere.
Clădirea are 309 m înălțime sau 328 m împreună cu antena de pe acoperiș. Are 85 de etaje cu un observator public la etajul 77 și o platformă rotativă de 360° la etajul 84.